# Joachim Carcela-Gonzalez
Joachim Carcela-Gonzalez (16 december 1999) is een Belgisch voetballer die als middenvelder uitkomt voor KMSK Deinze. Hij is de neef van Mehdi Carcela.

## Carrière
Carcela-Gonzalez ruilde de jeugdopleiding van Standard Luik in 2015 voor die van RSC Anderlecht. Twee jaar later stapte hij over naar Club Brugge. In 2018 keerde hij terug naar Standard, waar hij op 30 oktober 2019 zijn officiële debuut in het eerste elftal van de club maakte tijdens de competitiewedstrijd tegen Waasland-Beveren. Trainer Michel Preud'homme liet hem toen in de slotfase van de wedstrijd invallen voor zijn neef Mehdi Carcela.
Eind juli 2021 besliste Carcela en Standard om zijn nog lopende contract in onderling overleg te verbreken, hierdoor kon hij transfervrij op zoek naar een nieuwe club. Op 29 juli 2021 maakte Royal Excel Moeskroen bekend dat Carcela bij hun een tweejarige overeenkomst had getekend. Na het faillissement van Moeskroen kon hij transfervrij naar KMSK Deinze in de Challenger Pro League.

## Clubstatistieken
| Seizoen         | Club            | Land            | Competitie            | Competitie | Competitie | Beker | Beker | Supercup | Supercup | Europees | Europees | Totaal | Totaal |
| Seizoen         | Club            | Land            | Competitie            | Wed.       | Dlp.       | Wed.  | Dlp.  | Wed.     | Dlp.     | Wed.     | Dlp.     | Wed.   | Dlp.   |
| --------------- | --------------- | --------------- | --------------------- | ---------- | ---------- | ----- | ----- | -------- | -------- | -------- | -------- | ------ | ------ |
| 2019/20         | Standard Luik   | Vlag van België | Eerste klasse A       | 1          | 0          | 0     | 0     | —        | —        | 0        | 0        | 1      | 0      |
| 2020/21         | Standard Luik   | Vlag van België | Eerste klasse A       | 1          | 0          | 0     | 0     | —        | —        | 3        | 0        | 4      | 0      |
| 2021/22         | Excel Moeskroen | Vlag van België | Eerste klasse B       | 17         | 4          | 0     | 0     | —        | —        | —        | —        | 17     | 4      |
| 2022/23         | KMSK Deinze     |                 | Challenger Pro League |            |            |       |       |          |          |          |          |        |        |
| Carrière totaal | Carrière totaal | Carrière totaal | Carrière totaal       | 19         | 4          | 0     | 0     | 0        | 0        | 3        | 0        | 22     | 4      |

Bijgewerkt op 6 maart 2022.
1 Delavalée ·
2 Duplus ·
4 Gueye ·
6 Dekuyper ·
7 Tainmont ·
8 Bourdouxhe ·
9 Postolachi ·
10 Bakić ·
11 Mohamed ·
14 Faraj ·
15 Lepoint  ·
16 Mayoka-Tika ·
17 Dione ·
19 Vroman ·
20 Lucas ·
21 Gillekens ·
22 Bocat ·
24 Henry ·
25 Diandy ·
26 Silvestre ·
28 Angiulli ·
29 Badibanga ·
30 Carcela ·
32 Gnohéré ·
35 Mandanda ·
40 Simba ·
70 Tabekou ·
Myny ·
Giunta ·
Coach: Jeunechamps